# Тилландсия Селера
Тилландсия Селера (лат. Tillandsia seleriana) — вид однодольных растений рода Тилландсия (Tillandsia) семейства Бромелиевые (Bromeliaceae). Вид описан немецким ботаником Карлом Мецем в 1901 году.

## Этимология
Вид назван в честь немецкого антрополога, этноисторика Эдуарда Селера (Eduard Georg Seler, 1849—1922), впервые обнаружившего это растение.

## Биологическое описание
Листья 9—18 см длиной, с завёрнутыми краями, толстые, ксероморфные, влагалища их сильно расширены и образуют некоторое подобие крупной «луковицы», внутри которой обычно селятся муравьи.
Соцветие — редкая кисть, состоящая из отдельных колосков. Брактеи красные или розовые. Цветки около 3,2 см длиной (учитывая длину гинецея и тычинок), лепестки тёмно-синие или фиолетовые.

## Распространение и экология
Встречается в Центральной Америке (Никарагуа) и южной Мексике, в сухих сосново-дубовых лесах. Эпифит, растёт на крупных деревьях (главным образом на соснах), часто «вниз головой» или почти параллельно поверхности почвы, что препятствует накоплению влаги у точки роста.